# Euphoresia longisqualis
Euphoresia longisqualis är en skalbaggsart som beskrevs av Louis Burgeon 1942. Euphoresia longisqualis ingår i släktet Euphoresia och familjen Melolonthidae. Inga underarter finns listade i Catalogue of Life.